# EKZ CrossTour Baden
De EKZ CrossTour Baden (t/m 2013: Süpercross Baden) is een veldrit, die sinds 2011 elk jaar aan het begin van het veldritseizoen in september georganiseerd wordt in Zwitserland.

## Erelijst

### Mannen elite
| Datum      | Klassement    | Cat. | Winnaar            | Tweede             | Derde                 |
| ---------- | ------------- | ---- | ------------------ | ------------------ | --------------------- |
| 13/09/2020 | EKZ CrossTour | C1   | Lars Forster       | Vincenct Baestaens | Kevin Kuhn            |
| 16/09/2018 | EKZ CrossTour | C1   | David van der Poel | Nicola Rohrbach    | Dieter Vanthourenhout |
| 17/09/2017 | EKZ CrossTour | C1   | Klaas Vantornout   | Nicola Rohrbach    | Nicolas Cleppe        |
| 18/09/2016 | EKZ CrossTour | C1   | Klaas Vantornout   | Eli Iserbyt        | Michael Boroš         |
| 13/09/2015 | EKZ CrossTour | C1   | Laurens Sweeck     | Philipp Walsleben  | Francis Mourey        |
| 14/09/2014 | EKZ CrossTour | C1   | Francis Mourey     | Philipp Walsleben  | Bryan Falaschi        |
| 15/09/2013 | Losse cross   | C1   | Philipp Walsleben  | Francis Mourey     | Egoitz Recalde        |
| 16/09/2012 | Losse cross   | C1   | Francis Mourey     | Lukas Flückiger    | Enrico Franzoi        |
| 25/09/2011 | Losse cross   | C2   | Zdeněk Štybar      | Francis Mourey     | Lukas Flückiger       |

### Vrouwen elite
| Datum      | Klassement    | Cat. | Winnaar             | Tweede            | Derde                 |
| ---------- | ------------- | ---- | ------------------- | ----------------- | --------------------- |
| 13/09/2020 | EKZ CrossTour | C1   | Elisabeth Brandau   | Nicole Koller     | Nicole Göldi          |
| 16/09/2018 | EKZ CrossTour | C1   | Elisabeth Brandau   | Pavla Havikova    | Denise Betsema        |
| 17/09/2017 | EKZ CrossTour | C1   | Annemarie Worst     | Pavla Havikova    | Laura Verdonschot     |
| 18/09/2016 | EKZ CrossTour | C1   | Eva Lechner         | Christine Majerus | Sina Frei             |
| 13/09/2015 | EKZ CrossTour | C1   | Eva Lechner         | Pavla Havlíková   | Sina Frei             |
| 14/09/2014 | EKZ CrossTour | C1   | Eva Lechner         | Nicole Koller     | Sanne Cant            |
| 15/09/2013 | Losse cross   | C1   | Sanne Cant          | Sophie de Boer    | Nicole Koller         |
| 16/09/2012 | Losse cross   | C1   | Marléne Petitgirard | Jasmin Achermann  | Lucie Chainel-Lefèvre |
| 25/09/2011 | Losse cross   | C2   | Hanka Kupfernagel   | Jasmin Achermann  | Pavla Havlíková       |